# Kaszubskie Oko

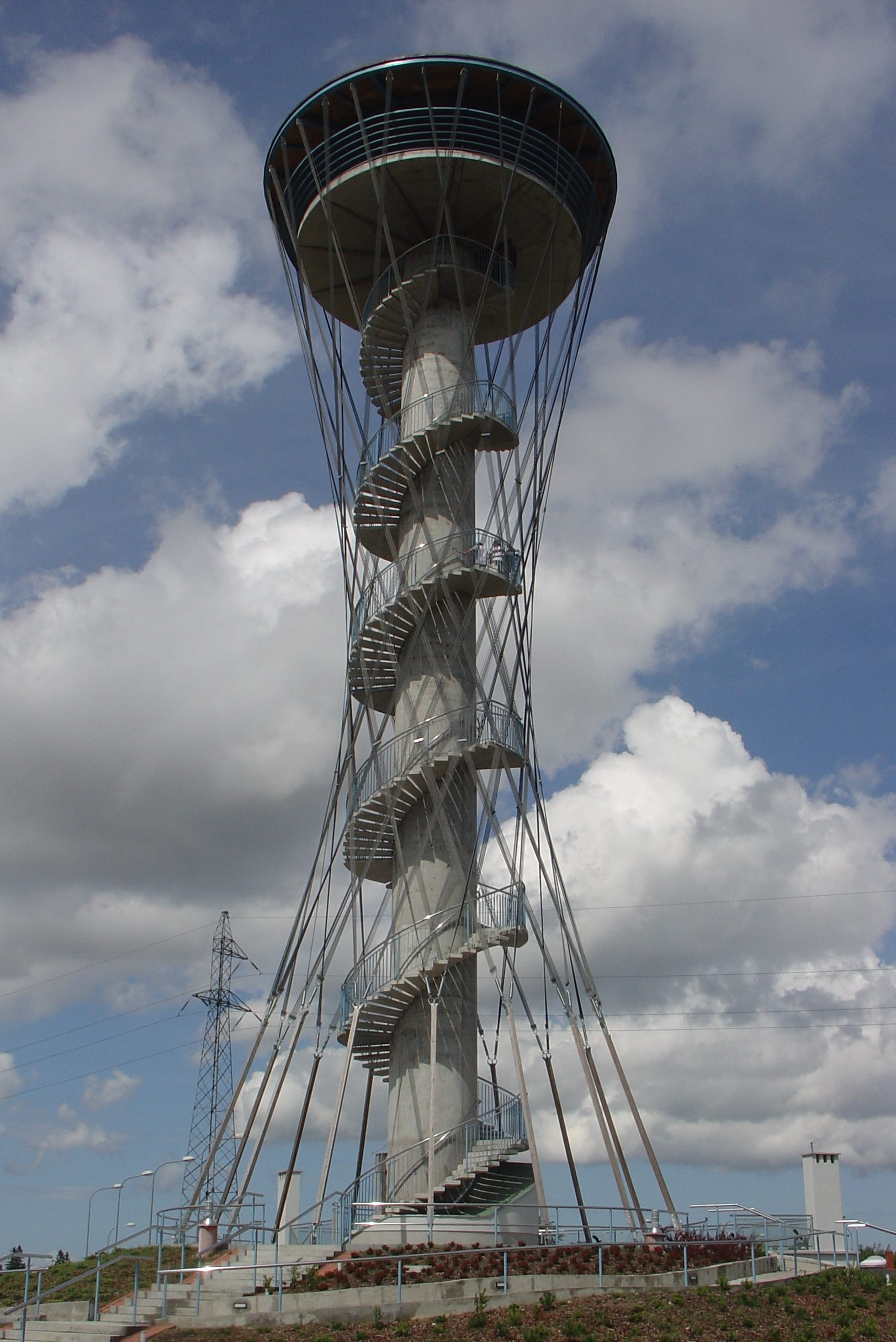
Wieża Kaszubskie Oko

Kaszubskie Oko – kompleks turystyczno-rekreacyjny w Strzebielinku z wieżą widokową im. Jana Pawła II na północ od górnego zbiornika wodnego Czymanowo elektrowni szczytowo-pompowej „Żarnowiec”.

## Dane wieży
- wysokość wieży z kopcem: 44 m
- wysokość platformy widokowej: 36 m
- wysokość wzgórza: 113 m n.p.m.
- wysokość platformy widokowej: ok. 150 m n.p.m.
- liczba schodów: 212
- otwarcie wieży: wrzesień 2006